# Bezkolencová louka v Małe Nędze
Łąka trzęślicowa w Małej Nędzy, česky lze neoficiálně přeložit jako Bezkolencová louka v Małe Nędzy nebo Bezkolencová louka v Małe Nędze, je mokřadní bezkolencová/moliniová louka a malé chráněné území (użytek ekologiczny) v krajinném parku Park Krajobrazowy Cysterskie Kompozycje Krajobrazowe Rud Wielkich u vesnice Mała Nędza ve gmině Nędza v okrese Ratiboř v jižním Polsku. Geograficky se také nachází v geomorfologickém celku Płaskowyż Rybnicki ve Slezském vojvodství v Horním Slezsku.

## Historie a popis
Łąka trzęślicowa w Małej Nędzy má plošnou rozlohu 1,2 ha a nachází se na soukromých jednosečných loukách a pastvinách u silnice a zaniklé uzkorozchoné kolejové tratě. Byla vyhlášena v roce 2004 jako přírodní stanoviště a lokalita vzácných nebo chráněných druhů a patří do povodí říčky Sumina. Své jméno získala podle traviny bezkolenec modrý (polsky Trzęślica modra a latinsky Molinia caerulea L.). Cenný ekosystém je polopřirozený a udržuje se díky extenzivnímu využívání člověkem. Plocha je kosena jedenkrát ročně v době, kdy rostliny vytvářejí plody a semena, což umožňuje jejich obnovu v následujícím roce. Provádí se také pastva krav. Hlavním druhem, který tvoří tento typ stanoviště, je zmíněný „prérijní“ bezkolenec modrý, jehož jemně tmavě fialová stébla mu dodávají charakteristický sezonní vzhled. Vyskytuje se zde také mnoho vzácných druhů rostlin, např. Kosatec sibiřský (Iris sibirica L.), Mečík střechovitý (Gladiolus imbricatus L.). Oblast je také místem výskytu vzácných a chráněných denních motýlů soumračník čárkovaný (Hesperia comma, L.), vzácných modrásků, např. Modrásek bahenní (Phengaris nausithous) aj. Lokalitu využívá také čáp bílý (Ciconia ciconia L.) aj.

## Další informace
Místo je celoročně přístupné.

## Galerie

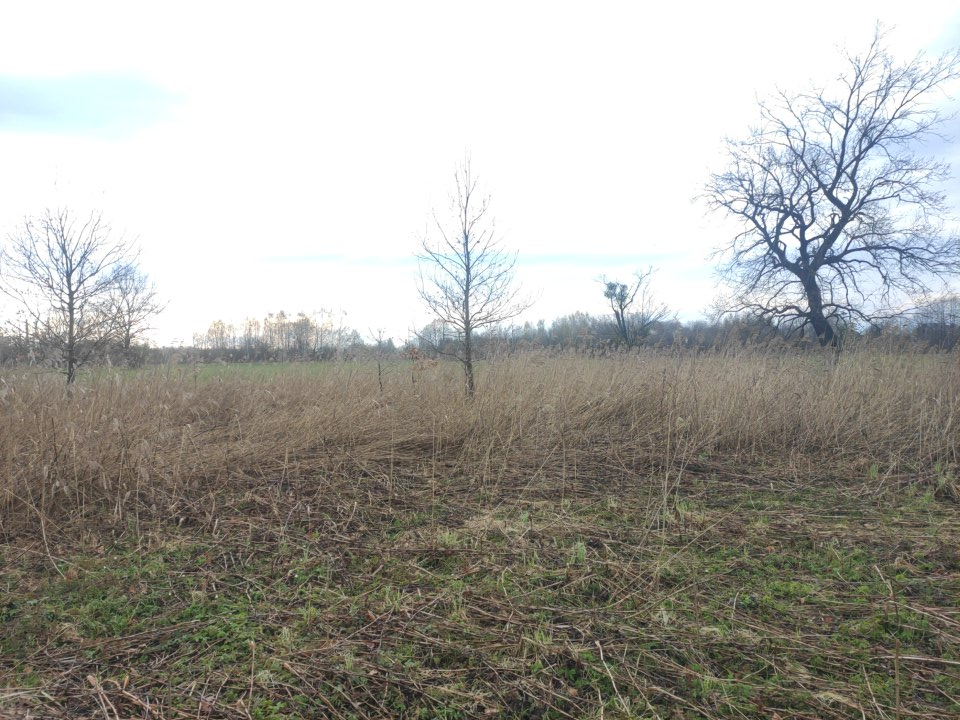
Rákosiny
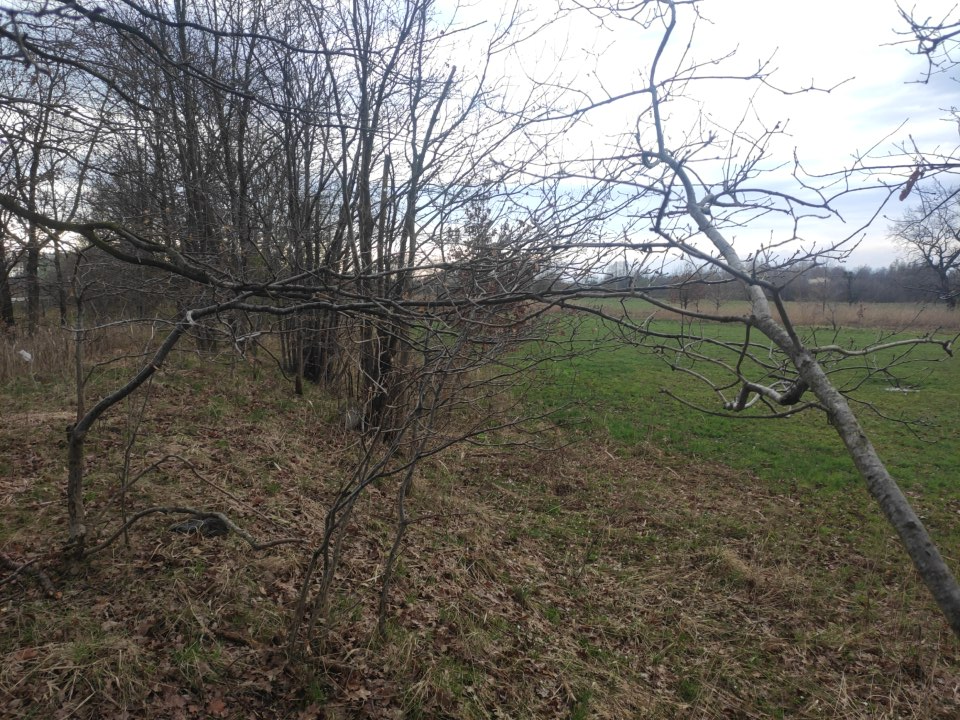
Pohled na louku od silnice